# Kalappia celebica
Kalappia celebica là một loài rau đậu thuộc họ Fabaceae.
Loài này chỉ có ở Indonesia.